# Echterdinger Ei
Echterdinger Ei (offiziell: Anschlussstelle Stuttgart-Degerloch) heißt die Kreuzung der A 8 Karlsruhe–Stuttgart–München mit der autobahnähnlich ausgebauten B 27 Tübingen–Stuttgart–Heilbronn.
Die Autobahnanschlussstelle liegt unweit des Stuttgarter Flughafens und der neuen Messe Stuttgart auf der Grenze von Stuttgart-Möhringen im Norden und der großen Kreisstadt Leinfelden-Echterdingen mit ihrem Stadtteil Echterdingen im Süden.
Der ursprüngliche Name lautete Anschlussstelle Stuttgart-Süd. Nach Umbenennung der Reichsautobahn in Bundesautobahn bekam die Anschlussstelle den heutigen offiziellen Namen Stuttgart-Degerloch. Mit dem Ausbau der Bundesstraße 27 Ende der 1960er Jahre entstand das Autobahnkreuz in Form eines gestreckten Kreisverkehrs. Von diesem ist der heute gängige Name abgeleitet.
Die Anschlussstelle ist einer der verkehrsreichsten Knotenpunkte Baden-Württembergs, sie wird von ca. 170.000–180.000 Kfz pro Tag befahren. Wegen dieser starken Verkehrsbelastung und den damit einhergehenden erhöhten Unfallzahlen wurde das „Ei“ von März 2002 bis Dezember 2003 für 52 Mio. € umgebaut; seitdem ist seine Gestalt eine Mischung aus Turbinen- und Windmühlenform. Obwohl die namensgebende Bauart Vergangenheit ist, hat sich der umgangssprachliche Name gehalten. Bereits in den 1990er Jahren wurde der Kreisverkehr an einer Stelle aufgespalten und der Verkehr aus Richtung München in Richtung Tübingen wurde über die ebenfalls umgebaute Anschlussstelle Stuttgart-Flughafen Nord (53) und über die Flughafenstraße auf die Anschlussstelle Leinfelden-Echterdingen Mitte der B 27 geleitet. Der Verkehr von Tübingen nach Karlsruhe bekam eine zusätzliche eigene, jedoch nicht völlig verflechtungsfrei verlaufende Rampe. 
Bis Dezember 2000 lag an der Südwestseite eine Autobahnraststätte, die über den Kreisverkehr ursprünglich aus allen Richtungen erreichbar war. Seit dem letzten großen Umbau befindet sich an dieser Stelle eine Verteilerfahrbahn der A 8, welche die weniger als 2 km westlich liegende Anschlussstelle Stuttgart-Möhringen (52a) mit dem Echterdinger Ei (52b) verbindet, um dieselben Ab- und Auffahrten zu nutzen. Je nach Relation überschneidet sich diese in deren Verlauf. Die neue Anschlussstelle Stuttgart-Möhringen wurde vorwiegend für die Nord-Süd-Straße geschaffen. Diese umfährt Stuttgart-Vaihingen nordöstlich und mündet am Dreieck Johannesgraben in die Bundesstraße 14. Die Gewerbegebiete Stuttgart-Möhringen und Unteraichen (Leinfelden-Echterdingen) liegen ebenfalls an dieser neuen Anschlussstelle. Auf der Nordseite der A 8 befindet sich gleichfalls eine Verteilerfahrbahn, welche die beiden Anschlussstellen in der Gegenrichtung verbindet. Auch diese Verbindung nutzt an deren jeweiligen Enden gemeinsame Ab- und Auffahrten. Da sich die östliche Auffahrt Richtung München kreuzungslos mit der Abfahrt der heutigen Anschlussstelle Stuttgart Flughafen/Messe (53a) überschneidet, wurde für deren Verbindung eine zusätzliche Anbindung geschaffen. Südlich auf der B 27 überschneiden sich die Rampen von und nach Tübingen kreuzungslos mit den nördlichen Rampen der Anschlussstelle Leinfelden-Echterdingen Nord Richtung Stuttgart-Degerloch. Für die direkte Verbindung der beiden Anschlussstellen wurde daher je Richtung eine zusätzliche Anbindung geschaffen. 
Auf der A 8 trägt die Autobahnanschlussstelle die Anschlussstellennummer 52b.